# کاتینیانو
کاتینیانو (به ایتالیایی: Catignano) یک منطقهٔ مسکونی در ایتالیا است که در استان پسکارا واقع شده‌است.

## خصوصیات
کاتینیانو ۱۷ کیلومترمربع مساحت و ۱٬۴۶۸ نفر جمعیت دارد و ۳۶۵ متر بالاتر از سطح دریا واقع شده‌است.